# Tatsuno (Nagano)
Tatsuno (辰野町?) è una cittadina giapponese della prefettura di Nagano.